# Raymer
Raymer, aussi appelée New Raymer, est une ville américaine située dans le comté de Weld dans le Colorado.
La ville est fondée dans les années 1880. Elle nommée en l'honneur de George Raymer, ingénieur du Burlington & Missouri Railroad. Elle prend par la suite le nom de New Raymer pour éviter toute confusion avec la ville de Ramah.

## Démographie
Selon le recensement de 2010, (New) Raymer compte 96 habitants. La municipalité s'étend sur 0,73 milles carrés (1,89 km2).
| 1920 | 1930 | 1940 | 1950 | 1960 | 1970 |
| ---- | ---- | ---- | ---- | ---- | ---- |
| 267  | 254  | 169  | 130  | 91   | 68   |

| 1980 | 1990 | 2000 | 2010 | - | - |
| ---- | ---- | ---- | ---- | - | - |
| 80   | 98   | 91   | 96   | - | - |